# Buzzards Bay
Buzzards Bay statisztikai település az USA Massachusetts államában, Barnstable megyében. Lakosainak száma 4279 fő (2020. április 1.).

## Népesség
A település népességének változása:

| 2010 | 3 859 |
| 2020 | 4 279 |